# 練恕
練恕（1821年—1838年），字辛福，号伯颖。清朝史学家。
練廷璜之子，被称为神童史家。十六歲患咯血病，十八歲早逝。著有《后漢卿表》，《五代史地理考》、《北周公卿表》、《西秦百官表》四篇，收入《二十五史補编》。练恕夫妇墓现为连平县文物保护单位。